# Victor Tausk
Victor Tausk (Zsolna, 1879. március 12. – Bécs, 1919. július 3.) osztrák-magyar pszichológus, a pszichoanalízis és a neurológia úttörője. Sigmund Freud tanítványa és kollégája, a pszichoanalitikus tanok korai képviselője.

## Élete
Apja Hermann Tausk (1850–1916), aki egy Mikszáth műben is szerepelt, anyja Tausk (Roth) Emilie (1858–1938) volt. Victor a legidősebb gyermek volt a kilenc közül, születése után nem sokkal apja családjával együtt Horvátországba költözött. Az apa Zágrábban tanárként, illetve egy hetilap szerkesztőjeként dolgozott. Hermann csakúgy, mint fia igen intelligens és tehetséges ember volt, s mint a monarchia újságírója, nemzetközi ismertségre is szert tett. 1889. december 26-án Szarajevóba költöztek, ahol Hermann a Bosnische Post főszerkesztője lett, illetve dolgozott még a Sarajewo Listnek is. Később saját lapja lett, amely a Südslavische Revue nevet viselte. Szarajevóban továbbá a bosznia-hercegovinai kormány nyomdájának vezetője volt, és a Pester Lloyd, illetve a Kölnische Zeitung tudósítójaként is működött. Victor gyermekkorában megtanult németül, horvátul, majd a latin, görög, olasz és francia nyelvekkel is megismerkedett. Érettségi vizsgáját, mivel nem sokkal a vizsga előtt sztrájkot szervezett, Varasdon tette le.
Állandó rossz egészségi állapota nem állította meg abban, hogy beiratkozzon a bécsi egyetemre. Először orvostudományt akart tanulni, de szülei ezt nem tudták finanszírozni, így az ügyvédi pálya mellett döntött. 1897-ben Bécsbe ment, ahol 1898-ban megismerte későbbi feleségét, Martha Frisch-t, Martin Buber távoli rokonát. Mivel Martha keresztény volt, Victor a házasságkötés előtt megkeresztelkedett. 1900. május 13-án kötöttek házasságot Bécsben, majd Szarajevóba költöztek, ahol gyermekük halva született. 1902-ben született meg Marius Tausk, aki később endokrinológus, gyógyszerész lett. Ugyanebben az évben szerezte meg doktorátusát Bécsben. Két évvel később született meg második gyermekük, Victor Hugo Tausk, majd Mostarba költöztek, ahol Victor ügyvédi asszisztensként dolgozott. 1908. október 20-án elvált feleségétől, ezután először Bécsbe, majd Berlinbe költözött, ám feleségével élete végéig levelezett, sőt mind Marthának, mind a gyermekeinek rendszeresen küldött pénzt és érdeklődött hogylétük iránt. A válás után Tausk írni kezdett, szerb balladákat fordított németre. Írt drámát is, ám ennek bemutatására nem került sor.
1908-ban a pszichoanalízis iránti érdeklődésének eleget téve Bécsbe költözött, ahol megismerkedett Freuddal. Ő finanszírozta Tausk tanulmányait a bécsi egyetem orvostudományi karán. 1909-ben tagja lett a Bécsi Pszichoanalitikus Társaságnak, amelynek cikkeket is kezdett írni. Első fontosabb tudományos publikációja 1912-re tehető. Ekkortájt kezdődött szerelmi viszonya a pszichoanalitikus társaság egy tagjával, Lou Andreas-Saloméval. Kapcsolatuk 1915-ig tartott, amikor is Tausk bevonult az osztrák-magyar hadseregbe, mint pszichiáter.
1919-ben, miután végképp kilépett Freud árnyékából, Tausk publikált egy cikket a skizofréniában szenvedő betegekre jellemző hallucináció eredetéről, amelynek okozója szerinte egy rosszindulatú és távoli idegen erő, ami befolyásolja a beteg gondolatait és magatartását. Ez a legismertebb publikációja, amelyben túllép saját szakterületén, érintve más tudományokat, például az irodalomelméletet. Ez a műve több későbbi pszichoanalitikus gondolkodóra hatással volt, és ez a hatás található meg például Heinz Kohut Szelf-pszichológia című művében is. Munkái, mint például a „Maszturbációról”, illetve „A dezertőr pszichológiája” sok vitát szültek. Ez is közrejátszhat abban, hogy mind a mai napig nem kapta meg a megfelelő elismerést.

## Kapcsolata Freuddal és halála
Tausknak mindig is bonyolult kapcsolata volt Sigmund Freuddal, és Lou Andreas-Saloméval. 1919. július 3-án reggel, miután Helene Deutsch Freud kérésére leállt Tausk kezelésével, Tausk öngyilkos lett. Egy függönyt tekert a nyaka köré, majd halántékába lőtt, felakasztva magát esés közben.
Halála előtt, búcsúlevelében azt írta: „Nem vagyok mélabús. Az én öngyilkosságom a legegészségesebb, legmegfelelőbb tett sikertelen életemben.”
Freud Tausk halála kapcsán azt írta Saloménak: „Bevallom, nem hiányzik nagyon; már régen rájöttem, hogy többé nem tud segíteni; valójában fenyegetést jelentett a jövőre.”
Tauskot 1919. július 6-án temették el.

## Fordítás
- Ez a szócikk részben vagy egészben  a   Victor Tausk című angol Wikipédia-szócikk fordításán alapul.  Az eredeti cikk szerkesztőit annak laptörténete sorolja fel. Ez a jelzés csupán a megfogalmazás eredetét és a szerzői jogokat jelzi, nem szolgál a cikkben szereplő információk forrásmegjelöléseként.